# ایویند اسکیبو
ایویند اسکیبو (انگلیسی: Eivind Skabo; ۱۷ اوت ۱۹۱۶ – ۱۸ آوریل ۲۰۰۶) قایقران کایاک، و قایقران کانو اهل نروژ بود.